# Muhammadqodir Abdullayev
Muhammadqodir Abdullayev (Andizsan, Üzbég SZSZK, 1973. november 15. –) olimpiai és világbajnok üzbég ökölvívó.

## Amatőr eredményei
- 1998-as ázsiai játékokon Bankokban aranyérmes kisváltósúlyban.
- 1999-ben világbajnok kisváltósúlyban.
- 2000-ben olimpiai bajnok kisváltósúlyban.

## Profi karrierje
18 mérkőzéséből 15 győzelem és 3 vereség.
2005. június 11-én mérkőzött és alulmaradt a WBO kisváltósúlyú világbajnoki címéért az ellen a Puerto Ricó-i Miguel Cotto ellen, akit amatőrként az olimpián már egyszer legyőzött. Miután következő mérkőzését is elvesztette az ukrán Andrij Kotelnik ellen, visszavonult.